# Matthias Claudius
Matthias Claudius (Reinfeld-Lübeck, 15 de Agosto de 1740 - Hamburgo, 21 de janeiro de 1815) foi um poeta e jornalista alemão, também conhecido pelo pseudônimo de “Asmus”.

## Vida
Claudius nasceu em Reinfeld, perto de Lübeck, e estudou em Jena. Ele passou a maior parte de sua vida na cidade de Wandsbek, onde ganhou sua primeira reputação literária editando, de 1771 a 1775, um jornal chamado Der Wandsbecker Bote (The Wandsbeck Messenger) (Wandsbeck até o ano de 1879 ainda escrito com "ck". Hoje apenas com"k".), Em que publicou um grande número de ensaios e poemas em prosa. Eles foram escritos em alemão puro e simples e apelaram ao gosto popular; em muitos havia uma veia de humor extravagante ou mesmo burlesco, enquanto outros eram repletos de meditação silenciosa e sentimento solene. Em seus últimos dias, talvez pela influência de Klopstock, com quem conheceu intimamente, Cláudio tornou-se fortemente pietista, e o lado mais grave de sua natureza se revelou. Em 1814 mudou-se para Hamburgo, para a casa de seu genro, o editor Friedrich Christoph Perthes, onde faleceu em 21 de janeiro de 1815.

## Trabalho
O poema Death and the Maiden de Claudius foi usado pelo compositor Franz Schubert em 1817 para uma de suas canções mais célebres, que por sua vez se tornou a base para o quarteto de cordas de 1824 com o mesmo nome.
As obras coletadas de Cláudio foram publicadas sob o título de Asmus omnia sua secum portans, oder Sämtliche Werke des Wandsbecker Boten (8 vols., 1775–1812; 13ª edição, por C. Redich, 2 vols., 1902). Sua biografia foi escrita por Wilhelm Herbst (4ª ed., 1878). Ver também M. Schneidereit, M. Claudius, seine Weltanschauung und Lebensweisheit (1898).

### Poemas
- Abendlied ("Canção da Noite"), também conhecida como " Der Mond ist aufgegangen " ("A lua nasceu ")
- "Der Mensch lebt und bestehet", com música de Max Reger
- "Christiane"
- "Die Sternseherin Lise" (Lise, a astróloga)
- "Die Liebe" (amor)
- "Der Tod (morte)
- "Ein Wiegenlied bei Mondschein zu singen" (Uma canção de ninar para cantar ao luar)
- "Täglich zu singen" (para ser cantado todos os dias)
- " Kriegslied  [ de ] " (Canção de guerra)
- "Der Frühling. Am ersten Maimorgen" (A primavera. Na primeira manhã de maio)
- "Der Säemann säet den Samen" (O semeador semeia as sementes), com música de Ernst Krenek (Drei gemischte a-cappella-Chöre, Opus 22)

- "Der Tod und das Mädchen" (A morte e a donzela), com música de Schubert
- " Wir pflügen und wir streuen " (Nós aramos os campos e espalhamos - cantado na Alemanha e na Inglaterra como um hino do festival da colheita)